# علي مزهر الياسري
علي مزهر محمد الياسري (1945) شاعر عراقي. ولد في محافظة ميسان بجنوبي العراق. حصل على شهادة الدكتوراه في آداب اللغة العربية من كليّة الآداب في جامعة بغداد عام 1985. عمل في التدريس الجامعي في عدد من الكليّات الأدبيّة في الجامعات العراقية. عضو مجلس المركزي لاتحاد الأدباء في العراق ونقابة الصحفيين العراقيين. له ديوانان شعريان ديوان المجد 1983 وصولة الروح 1987 ودراسة نقدية بعنوان الفكر النحوي عند العرب وأبو الحسن بن كيسان وآراؤه في النحو واللغة. 

## سيرته
ولد علي بن مزهر بن محمد الياسري سنة 1945 م في محافظة ميسان بجنوب العراق. حصل على شهادة الدكتوراه في آداب اللغة العربية من كليّة الآداب بجامعة بغداد سنة 1985. عمل محاضراً في كليّة الآداب والفنون الجميلة بجامعة بغداد، وكلية التربية بجامعة المستنصرية. 

عضو المجلس المركزي لاتحاد الأدباء في العراق ونقابة الصحفيين العراقيين. شارك في مهرجان المربد بدوراته المختلفة، وفي العديد من الأسابيع الثقافية في تونس واليمن والجزائر ومصر. نشر عشرات القصائد في الصحف والمجلات العراقية والعربية. كتب القصيدة العمودية وقصيدة التفعيلة. 

تفاصيل حياته غير معروفة، حي أو ميت. 

## مؤلفاته
- ديوان المجد، شعر، 1983
- صولة الروح، شعر، 1987
- الفكر النحوي عند العرب، دراسة نقدية.
- أبو الحسن بن كيسان وآراؤه في النحو واللغة

## وصلات خارجية
- في أرشيف المجلات